# Terminalia crispialata
Terminalia crispialata là một loài thực vật có hoa trong họ Trâm bầu. Loài này được (Ducke) Alwan & Stace miêu tả khoa học đầu tiên năm 1989.